# Saveli Kramarov
Saveli Viktorovitch Kramarov (en russe : Саве́лий Ви́кторович Кра́маров) est un acteur soviétique, naturalisé américain, né le 13 octobre 1934 à Moscou et décédé le 22 avril 1995 à San Francisco, en Californie. Il s'est fait connaitre avec les rôles dans les comédies, notamment celles de Gueorgui Danielia et Leonid Gaïdaï.
D'origine juive, à la suite de la demande faite en 1981, l'artiste a quitté son pays pour Israël, pour finalement arriver à Hollywood. La maladie a arrêté sa carrière, alors que les portes des studios américains commençaient à s'ouvrir pour lui.

## Biographie
Très jeune Kramarov rêvait d'embrasser la carrière d'acteur, mais après avoir échoué au concours d'entrée de l'école de théâtre il s'est résolu à faire des études à l'Université nationale de forêt à Moscou. Parallèlement il suivait une formation en art dramatique à la maison centrale des artistes « Premier pas ». Diplômé en 1958, il a tenté sa chance, en posant la candidature spontanée auprès de différentes sociétés de production cinématographique et en passant les auditions. Il obtient quelques rôles, mais le grand succès lui vient avec le film Les Justiciers insaisissables d'Edmond Keossaian, en 1966. À partir de ce moment, il a enchainé les rôles comiques des gars sortis du droit chemin, somme tout attachants et inoffensifs. 
En 1972, Kramarov a passé le concours d'entrée de l'Académie russe des arts du théâtre, cette fois avec succès. Il est distingué artiste émérite de la RSFS de Russie en 1974.
Kramarov a renoué avec ses racines judaïques au milieu des années 1970. Il respectait les rites religieux et gardait le contact avec son oncle vivant en Israël. L'idée de quitter l'URSS lui est venue pendant cette période. Il a fait plusieurs demandes d'émigration avant d'obtenir l'autorisation de partir. Il est resté un certain temps en Italie, puis s'est établi aux États-Unis.
Kramarov a rejoint la communauté russe américaine et passait les auditions pour jouer dans les films américains. Bien qu'il ne bénéficiait pas de la renommée qu'il avait connue en URSS, il a réussi à obtenir quelques petits rôles et commençait à se faire connaitre dans le milieu cinématographique. Artiste commençant à s'établir vraiment, il s'était également marié et était père d'une petite fille quand le malheur est arrivé. Kramarov menait une vie saine, ne fumait pas et ne buvait pas d'alcool, il pratiquait également le yoga. Son choc était d'autant plus grand quand, à la suite des douleurs abdominales, on lui a diagnostiqué un carcinome du colon. Opéré en mars 1995, il a développé des complications qui ont abouti à une endocardite suivie de deux attaques cérébrales dont il ne s'est pas remis. Il est décédé en juin 1995. L'artiste est inhumé au cimetière juif de Hills of Eternity Memorial Park à Colma en Californie. En 1997, un monument à son effigie y fut érigé par Mikhaïl Chemiakine.

## Filmographie partielle
- 1960 : Adieu, colombes ! (Прощайте голуби!) de Yakov Seguel
- 1961 : Les Aventures de Kroch (Приключения Кроша) de Genrikh Oganessian : Ivachkine
- 1962 : Aux sept vents (На семи ветрах) de Stanislav Rostotski : soldat blessé
- 1963 : Sans peur ni reproche (Без страха и упрёка) d'Alexandre Mitta : Svétik Savélov
- 1965 : Trente-Trois (Тридцать три) de Gueorgui Danielia
- 1966 : Les Justiciers insaisissables (Неуловимые мстители) de Edmond Keossaian : Ilia Verekhov
- 1967 : Rouges et Blancs (Csillagosok, katonák) de Miklós Jancsó
- 1968 : Les Nouvelles aventures des insaisissables (Новые приключения неуловимых) de Edmond Keossaian : Ilia Verekhov
- 1971 : Les Gentilshommes de la chance (Джентльмены удачи) de Aleksandre Sery
- 1971 : Les Douze Chaises (12 стульев) de Leonid Gaïdaï
- 1972 : Bois d’or (Золотые рога) de Alexandre Rou
- 1973 : Ivan Vassilievitch change de profession (Иван Васильевич меняет профессию) de Leonid Gaïdaï
- 1975 : Afonia (Афоня) de Gueorgui Danielia
- 1976 : Les Douze Chaises (12 стульев) de Mark Zakharov
- 1976 : Le Rock du Méchant Loup (Мама, Mama) d'Elisabeta Bostan : le louveteau
- 1977 : Mimino (Мимино) de Gueorgui Danielia
- 1978 : On baladait une commode dans la rue... (По улице комод водили...) de Vladimir Basov , Leonid Gaïdaï
- 1984 : 2010 : L'Année du premier contact (2010: The Year we Make Contac) de Peter Hyams
- 1984 : Moscou à New York (Moscow on the Hudson) de Paul Mazursky
- 1986 : Armé et dangereux (Armed and Dangerous) de Mark L. Lester
- 1988 : Double Détente (Red Heat) de Walter Hill
- 1989 : Tango et Cash (Tango and Cash) d'Albert Magnoli et Andrei Konchalovsky
- 1993 : Nastia (Настя) de Gueorgui Danielia : cambrioleur
- 1994 : Rendez-vous avec le destin (Love Affair) de Glenn Gordon Caron